# Heusden Koers 2003
De 55e editie van de Belgische wielerwedstrijd Heusden Koers werd verreden op 12 augustus 2003. De start en finish vonden plaats in Heusden. De winnaar was Tom Steels, gevolgd door Peter Schoonjans en Christoph Roodhooft.

## Uitslag
| Heusden Koers 2003 |                     |                                           |         |
| Plaats             | Naam                | Ploeg                                     | Tijd    |
| Winnaar            | Tom Steels          | Landbouwkrediet-Colnago                   | 3u52'0" |
| 2                  | Peter Schoonjans    |                                           | z.t.    |
| 3                  | Christoph Roodhooft | Palmans-Collstrop-MrBookmaker.be          | z.t.    |
| 4                  | Wouter Weylandt     | Quick Step-Davitamon                      |         |
| 5                  | Andy Cappelle       | Marlux-Wincor Nixdorf                     |         |
| 6                  | Dany Baeyens        |                                           |         |
| 7                  | Filip Oosterlinck   |                                           |         |
| 8                  | Peter Van Petegem   | Lotto-Domo                                |         |
| 9                  | Steven De Neef      | Marlux-Wincor Nixdorf                     |         |
| 10                 | Erik Lievens        | Landbouwkrediet-Colnago-Alken Maes-Daikin |         |

1929 · 1930-1935 · 1936 · 1937 · 1938 · 1939 · 1952 · 1953 · 1954 · 1955 · 1956 · 1957 · 1958 · 1959 · 1960 · 1961 · 1962 · 1963 · 1964 · 1965 · 1966 · 1967 · 1968 · 1969 · 1970 · 1971 · 1972 · 1973 · 1974 · 1975 · 1976 · 1977 · 1978 · 1979 · 1980 · 1981 · 1982 · 1983 · 1984 · 1985 · 1986 · 1987 · 1988 · 1989 · 1990 · 1991 · 1992 · 1993 · 1994 · 1995 · 1996 · 1997 · 1998 · 1999 · 2000 · 2001 · 2002 · 2003 · 2004 · 2005 · 2006 · 2007 · 2008 · 2009 · 2010 · 2011 · 2012 · 2013 · 2014 · 2015 · 2016 · 2017 · 2018 · 2019 · 2020 · 2021 · 2022 · 2023